# 거인 (2014년 영화)
"거인"(Set Me Free)은 2014년 11월 13일에 개봉된 김태용 감독의 영화이다. 부산국제영화제에 초청되어 시민평론가상을 받은 작품이다.

## 캐스팅
- 최우식 : 박영재 역
- 김수현 : 창원 역
- 강신철 : 원장 부 역
- 신재하 : 범태 역
- 장유상 : 박민재 역
- 박주희 : 윤미 역
- 이민아 : 원장 모 역
- 양익준 : 범태 부 역
- 박근록 : 보좌신부 역
- 박명신 : 윤미 모 역
- 김재화 : 박영재 모 역
- 서길자 : 영재 이모 역
- 윤승훈 : 담임 역
- 차영남 : 준수 역
- 임주안 : 이삭 아이2

## 기타
- 제19회 부산국제영화제 시민평론가상(김태용)